# Nobile (Mondkrater)
Nobile ist ein Einschlagkrater auf der Mondvorderseite in der Nähe des Südpols, südlich des Kraters Scott und südwestlich von Amundsen.
Der unregelmäßig oval geformte Kraterrand ist stark erodiert, das Innere uneben.
Der Krater wurde 1994 von der IAU nach dem italienischen Luftschiffbauer und Arktispionier Umberto Nobile offiziell benannt. Er war zuvor als Nebenkrater Scott A bezeichnet.